# Ки-Ларго (фильм)
«Ки-Ларго», или Кей Ларго (англ. Key Largo) — остросюжетный фильм-нуар Джона Хьюстона, снятый по мотивам одноимённой пьесы Максвелла Андерсона (1939). Премьера состоялась 16 июля 1948 года. Премия «Оскар» за актёрскую работу Клер Тревор (певица-алкоголичка Гэй Дон).

## Сюжет
Фрэнк МакКлауд приезжает в гостиницу на Ки-Ларго, которой владеет Джеймс Темпл со своей невесткой Норой — вдовой друга Фрэнка, погибшего во Вторую мировую войну. Гостиница оказывается захваченной гангстером Джонни Рокко, прячущимся там от правосудия.
Фрэнк вначале не участвует в событиях, но вскоре возмущается безответственным поведением Рокко. Он заманивает всю банду на катер под предлогом перевозки их на Кубу, быстро со всеми расправляется, а затем возвращается к Норе.

## В ролях
- Хамфри Богарт — Фрэнк МакКлауд
- Эдвард Г. Робинсон — Джонни Рокко
- Лорен Бэколл — Нора Темпл
- Лайонел Берримор — Джеймс Темпл
- Клер Тревор — Гэй Дон
- Томас Гомес — Ричард «Кудряшка» Хофф
- Гарри Льюис — Эдвард «Тутс» Басс
- Марк Лоуренс — Зигги
- Монти Блю — шериф Бен Уэйд

## Работа над фильмом
По информации из Internet Movie Database, картина была снята за 78 дней, практически вся в студии, за исключением нескольких кадров, снятых во Флориде и использовавшихся в начале фильма. Согласно другим сведениям, весь фильм был снят на месте, в Карибском клубе (Caribbean Club) на Ки-Ларго.